# Dania na Zimowych Igrzyskach Olimpijskich 1968
Reprezentacja Danii na Zimowych Igrzyskach Olimpijskich 1968 we francuskim Grenoble liczyła troje zawodników - dwóch mężczyzn i jedną kobietę. Był to piąty w historii start Danii na zimowych igrzyskach olimpijskich.

## Wyniki

### Biegi narciarskie

#### Bieg kobiet na 5 km
| Zawodnik        | Czas    | Miejsce | Źródło |
| --------------- | ------- | ------- | ------ |
| Kirsten Carlsen | 19:56.6 | 34.     | [ 1 ]  |

#### Bieg kobiet na 10 km
| Zawodnik        | Czas    | Miejsce | Źródło |
| --------------- | ------- | ------- | ------ |
| Kirsten Carlsen | 46:56.2 | 32.     | [ 2 ]  |

#### Bieg mężczyzn na 15 km
| Zawodnik      | Czas      | Miejsce | Źródło |
| ------------- | --------- | ------- | ------ |
| Apollo Lynge  | 1:00:34.8 | 67.     | [ 3 ]  |
| Svend Carlsen | 56:09.5   | 57.     | [ 3 ]  |

#### Bieg mężczyzn na 30 km
| Zawodnik      | Czas      | Miejsce | Źródło |
| ------------- | --------- | ------- | ------ |
| Apollo Lynge  | 1:55:40.0 | 62.     | [ 4 ]  |
| Svend Carlsen | 1:50:51.8 | 53.     | [ 4 ]  |